# Wasil Sicharulidze
Wasil Sicharulidze (gruz. ვასილ სიხარულიძე, ur. 30 maja 1968 w Tbilisi) – gruziński dyplomata i polityk, ambasador Gruzji w USA w latach 2006–2008, minister obrony od 2008 do 2009.

## Życiorys
W 1993 ukończył studia na Uniwersytecie Medycznym w Tbilisi. Od 1993 do 1995 pracował jako lekarz psychiatra w Instytucie Psychiatrii w Tbilisi.
W latach 1995–1996 był dyrektorem wykonawczym Gruzińskiej Rady Atlantyckiej. Od 1996 do 2000 pracował jako doradca parlamentarnej Komisji Obrony i Bezpieczeństwa. Od 2000 do 2002 był dyrektorem Departamentu ds. NATO w Ministerstwie Spraw Zagranicznych, a w 2002 został mianowany zastępcą szefa gruzińskiej misji przy NATO w Brukseli. Od marca do lipca 2004 pracował jako zastępca sekretarza Narodowej Rady Bezpieczeństwa.
W lipcu 2004 otrzymał nominację na stanowisko wiceministra obrony, a w październiku 2005 objął funkcję pierwszego wiceministra obrony, odpowiedzialnego za planowanie, stosunki międzynarodowe oraz sprawy prawne. W grudniu 2005 został mianowany na stanowisko Ambasadora Gruzji w Stanach Zjednoczonych, akredytowanego również w Kanadzie oraz Meksyku. Do wypełniania obowiązków ambasadora przystąpił w marcu 2006.
9 grudnia 2008 premier Grigol Mgalobliszwili powołał Sicharulidzego na stanowisko ministra obrony. 27 sierpnia 2009 został zdymisjonowany. Jednocześnie objął funkcję doradcy prezydenta Micheila Saakaszwilego ds. zagranicznych.
Wasil Sicharulidze jest żonaty, ma dwie córki.